# Лебрехт-Георг Фібан
Лебрехт-Георг фон Фібан фон дем Борне (нім. Lebrecht-Georg Viebahn von dem Borne; 15 лютого 1893, Берлін — 4 січня 1968) — німецький офіцер, оберстлейтенант резерву вермахту. Кавалер Німецького хреста в золоті.

## Біографія
В 1911 році вступив в Імперську армію. Учасник Першої світової війни. Після війни демобілізований. В квітні 1935 року вступив в 50-й піхотний полк. В 1938 році перейшов в 122-й гренадерський полк. З травня 1941 року — командир 743-го, з 1 січня 1942 року — 123-го гренадерського (потім — піхотного) полку.

## Звання
- Фанен-юнкер (1911)
- Оберлейтенант (1916)
- Гауптман резерву (квітень 1935)
- Майор резерву (1938)
- Оберстлейтенант резерву (1 жовтня 1941)

## Нагороди
- Залізний хрест 2-го і 1-го класу
- Почесний хрест ветерана війни з мечами
- Медаль «За вислугу років у Вермахті» 4-го і 3-го класу (12 років)
- Застібка до Залізного хреста 2-го і 1-го класу
- Відзначений у Вермахтберіхт (2 травня 1941)
- Німецький хрест в золоті (4 вересня 1942) — як командир 123-го піхотного полку 50-ї піхотної дивізії.
- Орден Зірки Румунії, командорський хрест (15 січня 1943)